# Mariene ecoregio Centraal Nieuw-Zeeland
De Mariene ecoregio Centraal Nieuw-Zeeland (199) (Engels: Central New Zealand marine ecoregion) is een biogeografische regio en ligt in het zuidwesten van de Grote Oceaan in de Mariene provincie Zuidelijk Nieuw-Zeeland (54) in het Marien rijk Gematigd Australazië. De mariene ecoregio is vastgesteld door het World Wide Fund for Nature en The Nature Conservancy en is vernoemd naar Nieuw-Zeeland.
In het noordoosten grenst het gebied aan de mariene ecoregio Noordoostelijk Nieuw-Zeeland (196), in het noorden aan de mariene ecoregio Three Kings-North Cape (197) en in het zuidwesten aan de mariene ecoregio Zuidelijk Nieuw-Zeeland (200).

## Geografie
De mariene ecoregio ligt in het zuidwesten van de Grote Oceaan voor de oost- en westkust van het centrale deel van Nieuw-Zeeland. Het gebied strekt zich uit van ten zuiden van Cape Maria van Diemen op de noordkust en ten zuiden van Portland Island aan de oostkust van het Noordereiland tot ten noorden van Milford Sound op de noordwestkust en ten zuiden van de monding van de Waitaki aan de zuidoostkust van Zuidereiland. Het omvat onder andere de Straat Cook en de Tasmanbaai. Het westelijk deel van het gebied (ten westen van Noordereiland en Zuidereiland) ligt in de Tasmanzee.
Aan de oostkust stroomt door het gebied vanuit het noorden de Oostkaapstroom en vanuit het zuiden de Southlandstroom.

## Biogeografie
Het gebied kent zeeleven dat houdt van gematigde temperaturen.